# Robelo Loaiza Verzosa
Robelo de Jesús Loaiza Verzosa (Portovelo, 27 de diciembre de 1939) es un exfutbolista e ingeniero eléctrico ecuatoriano graduado en la Espol junto al Ex Vicepresidente de la República Del Ecuador, Luis Parodi Valverde.

## Clubes
| Club         | País    | Año         |
| ------------ | ------- | ----------- |
| Río Amarillo | Ecuador | 1976 - 1980 |
| Liga de Loja | Ecuador | 1980 - 1983 |